# Teófilo García
Teófilo García González, más conocido como El Tilo García (Guadalajara, Jalisco, 1919 - ibídem, 20 de abril de 2004), fue un futbolista mexicano que jugaba en la posición de mediocampista. Jugó para el Marte de Guadalajara, la Selección Jalisco, Club Deportivo Guadalajara y el Club de Fútbol Atlante.
"Tilo" García inició su carrera como futbolista en el Club Marte del barrio "El Algodonal" en la segunda mitad de la tercera década del siglo XX, en 1936. Paso a las filas de la Selección Jalisco de 1940 a 1943.
Al decretarse la profesionalización del fútbol mexicano vistió la camiseta rayada del Club Deportivo Guadalajara. Su virtud como extrema derecho fue enviar centros medidos a sus rematadores: Max Prieto, "Pablotas" González, Luis Reyes Ayala o Manuel "Cosas" López. 
Murió el martes 20 de abril de 2004 a los 84 años de edad víctima de cáncer.